# Фьори, Валерио
Вале́рио Фьо́ри (итал. Valerio Fiori; 27 апреля 1969 года, Рим, Италия) — итальянский футболист, вратарь. Всю свою карьеру провёл в Италии, выступая за «Лацио», «Кальяри», «Чезену» (Серия Б), «Фиорентину», Пьяченцу» и «Милан».
Перед началом сезона 1999/00, в возрасте 30 лет, перешёл в «Милан», согласившись на роль одного из резервных вратарей команды; провёл по одному матчу за клуб в Серии А и Кубке Италии. Летом 2008 года завершил игровую карьеру и продолжил работу в «Милане» в качестве тренера вратарей.

## Карьера
Первым клубом Фьори был римский «Лодиджани». За него Валерио сыграл один матч в сезоне 1985/86 серии C2. В 1986 он перешёл в «Лацио». За 7 лет Фьори провёл в серии B и серии A 117 матчей. После этого Валерио выступал в пяти клубах — «Кальяри», «Чезене», «Фиорентине», «Пьяченце» и «Милане».
После завершения карьеры Валерио Фьори остался в «Милане» и стал тренером вратарей.

## Личная жизнь
В 1996 году у Валерио родились сыновья-близнецы — Эмануэле и Даниэле.
12 июля 2007 года Фьори получил степень бакалавра в римском университете Ла Сапиенца.

## Достижения
«Милан»
- Победитель Лиги чемпионов: 2006/07
- Обладатель Суперкубка УЕФА: 2003, 2007
- Обладатель Кубка Италии: 2002/03
- Чемпион Италии: 2003/04
- Обладатель Суперкубка Италии: 2004
- Чемпион мира среди клубов: 2007